# Café Society (film)
Pour les articles homonymes, voir Café Society.
Pour plus de détails, voir Fiche technique et Distribution.
Café Society est un film américain écrit et réalisé par Woody Allen, sorti en 2016. Le film est présenté hors compétition en ouverture du Festival de Cannes 2016,.
Il s'agit d'un film historique et une comédie romantique. Son titre fait référence à la Café society, milieu mondain et cosmopolite de l'entre-deux-guerres. Ce terme est apparu à New York, ville où se trouvait à l’époque un club de jazz prestigieux à la mode, le Café Society, auquel se réfère également le nom du film.

## Synopsis
Dans les années 1930, Bobby (Jesse Eisenberg), un jeune juif new-yorkais qui étouffe auprès de ses parents, petits bijoutiers, se rend à Hollywood. Pour y trouver un travail, il compte sur l'appui de son oncle Phil (Steve Carell), prestigieux agent d'acteurs. Il tombe amoureux de la secrétaire de celui-ci, Vonnie (Kristen Stewart), sans savoir qu'elle et son oncle sont amants. Néanmoins il parvient peu à peu à la séduire. Tous deux se désintéressent de la vie effervescente et superficielle d'Hollywood. Il veut l'emmener à New York pour fonder une famille. Hélas, à l'heure du choix, Vonnie opte pour l'oncle, pour la sécurité. Bobby retourne chez ses parents. Il se lance dans les affaires aux côtés de son frère, gangster à ses heures, et fait prospérer leur très chic boîte de nuit. Il se marie avec Veronica (Blake Lively), il devient riche. Mais, quand Vonnie franchit la porte de son club au bras de son mari, la passion, qui ne s'était jamais éteinte, ressurgit entre les anciens amants. Mais des choix irrémédiables ont été faits…

## Fiche technique
Sauf indication contraire, les informations mentionnées dans cette section peuvent être confirmées par la base de données cinématographiques IMDb,  présente dans la section « Liens externes ».
- Titre original : Café Society
- Réalisation : Woody Allen
- Scénario : Woody Allen
- Direction artistique : Michael E. Goldman, Doug Huszti
- Décors : Santo Loquasto
- Montage :
- Photographie : Vittorio Storaro
- Production : Letty Aronson, Stephen Tenenbaum, Edward Walson

Producteurs délégués : Ron Chez, Adam B. Stern, Allan Teh
- Sociétés de production :
- Sociétés de distribution : Amazon Studios (États-Unis)[3], Mars Films (France)
- Pays d’origine : États-Unis
- Langue originale : anglais
- Format : couleur - 2,00:1 - son Dolby numérique
- Genre : Comédie dramatique
- Dates de sortie :
  - France : 11 mai 2016 (ouverture du Festival de Cannes et sortie nationale)
  - États-Unis : 15 juillet 2016

## Distribution
- Jesse Eisenberg (VF : Donald Reignoux) : Bobby
- Kristen Stewart (VF : Noémie Orphelin) : Vonnie

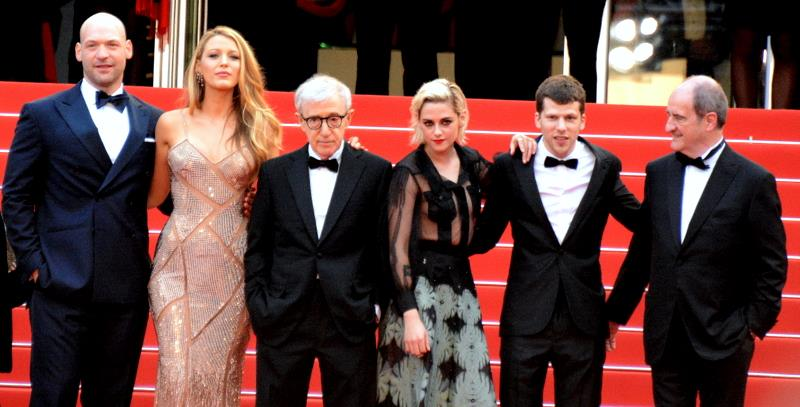
Le réalisateur et une partie des comédiens lors de la présentation du film au festival de Cannes 2016.

- Blake Lively (VF : Victoria Grosbois) : Veronica, la femme de Bobby
- Jeannie Berlin (VF : Annie Balestra) : Rose, la mère de Bobby
- Steve Carell (VF : Georges Caudron) : Phil, l'oncle de Bobby, prestigieux agent de stars
- Parker Posey (VF : Laurence Bréheret) : Rad Taylor
- Corey Stoll (VF : Samuel Labarthe) : Ben, le frère mafieux de Bobby
- Ken Stott (VF : Jacques Bouanich) : Marty, le père de Bobby
- Anna Camp : Candy
- Paul Schneider (VF : Damien Boisseau) : Steve
- Sheryl Lee : Karen Stern
- Tony Sirico : Vito
- Stephen Kunken (VF : Laurent Natrella) : Leonard, le beau-frère communiste de Bobby
- Sari Lennick (en) (VF : Sophie Riffont) : Evelyne, la sœur de Bobby, épouse de Leonard
- Max Adler : Walt
- Don Stark : Sol
- Gregg Binkley : Mike
- Anthony DiMaria (VF : Patrick Mancini) : Howard
- Steve Rosen (VF : Michel Voletti) :  Louis
- Woody Allen : le narrateur (non crédité)

 Source et légende : version française (VF) sur RS Doublage

## Production

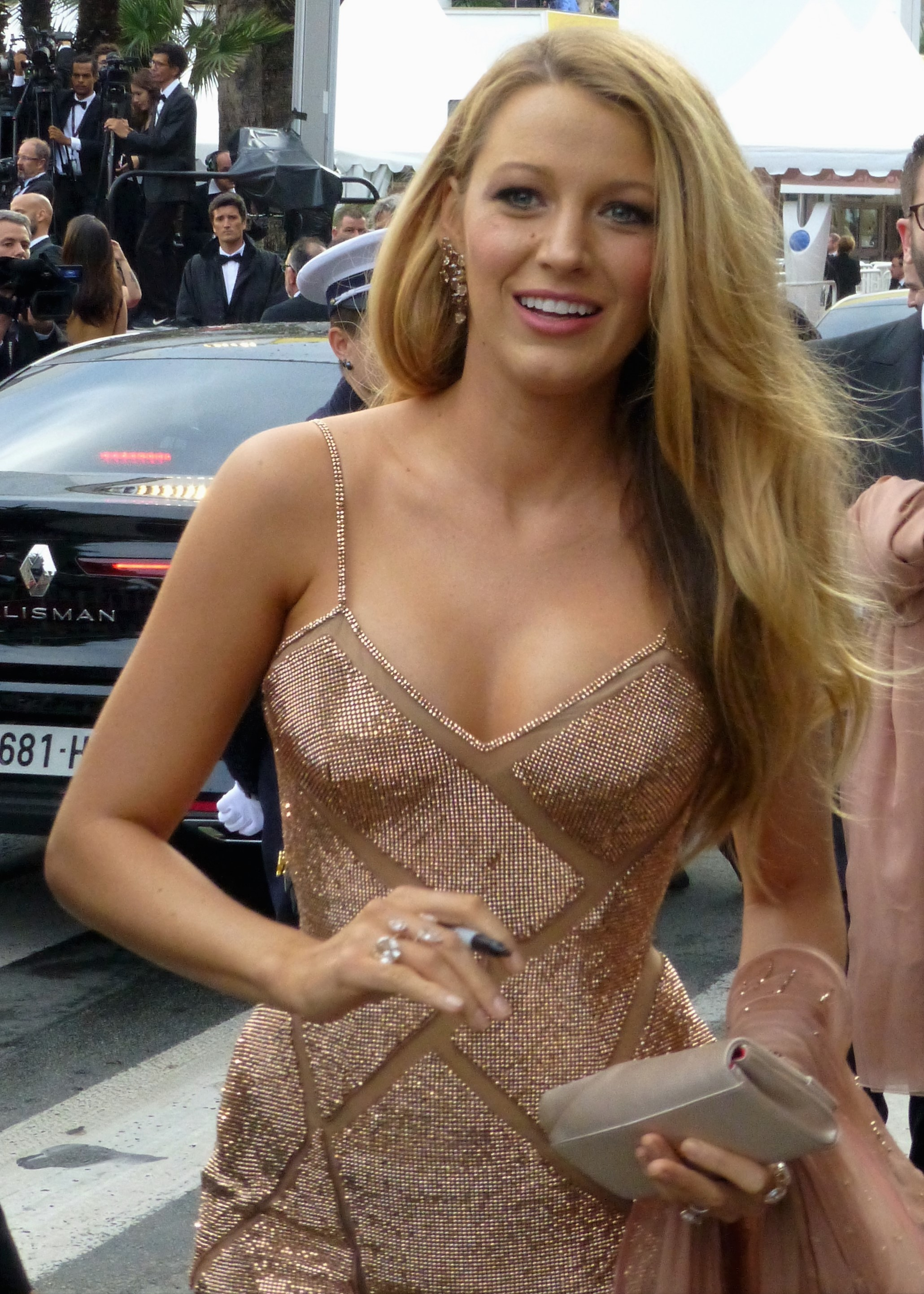
L'actrice Blake Lively à la première du film au Festival de Cannes 2016.

### Attribution des rôles
Bruce Willis était le premier choix du réalisateur pour interpréter l’important rôle de l’oncle Phil. Après quelques jours de tournage, l'acteur quitte le plateau pour partir, pense-t-on dans un premier temps, se préparer à jouer la pièce Misery d’après Stephen King. Quatre jours plus tard, il est remplacé par Steve Carell. On apprend par la suite qu’il a été renvoyé à cause d’un «comportement inapproprié» sur le tournage, il ne connaissait pas ses répliques (à-postériori, les signes de son aphasie diagnostiqué plus tard).

### Tournage
Le tournage démarre en août 2015 à Los Angeles pour se poursuivre en septembre à New York.
C'est le premier long métrage en numérique pour le réalisateur, Woody Allen, et le directeur de la photographie, Vittorio Storaro.

## Accueil
La critique française est bonne. Sur Allociné on mentionne une note moyenne de 4,4 sur 5. « L'un des meilleurs films de Woody Allen depuis le début du siècle », nous dit Culturebox (France Télévision). Et L’Humanité nous parle d’une « œuvre très réussie en forme de conte romantique entre New York et Los Angeles dans les États-Unis des années 1930… »
Le public français se déplace en nombre dans les salles : le film enregistre près d’un million d’entrées. Il semble que le cinéaste octogénaire n’a perdu ni son inspiration ni ses partisans. Sur le plan mondial, pour les seules entrées en salles, son film rapporte près de 44 millions de dollars. Il est rentable puisqu’il n’a coûté que 30 millions de dollars.

### Box-office
| Pays ou région | Box-office      | Date d'arrêt du box-office | Nombre de semaines |
| -------------- | --------------- | -------------------------- | ------------------ |
| États-Unis     | 11 103 205 $    | 6 octobre 2016             | 12                 |
| France         | 984 391 entrées | 29 septembre 2016          | 20                 |
| Monde          | 43 763 247 $    | 6 octobre 2016             | 12                 |

## Distinctions

### Nominations et sélections
- Festival de Cannes 2016 : sélection officielle hors compétition
- Festival de Moscou 2016 : sélection officielle, film de clôture

## Autour du film
Le titre Cafe Society fait référence à un club new-yorkais des années 1930 particulièrement prestigieux.